# Evangelische Kirche Prievoz
Koordinaten: 48° 8′ 58,1″ N, 17° 10′ 17,4″ O
Die Evangelische Kirche Prievoz im Pressburger Stadtviertel (Oberufer) wurde 1927 im Stil des Kubismus erbaut. 

## Geschichte
Im Dorf Oberufer siedelten sich infolge der Gegenreformation im 17. Jahrhundert protestantische deutsche Bauern an. Im 18. Jahrhundert kamen auf Einladung der Pressburger Burgherrschaft weitere deutsche protestantische Bauern. Pläne, zum Reformationsjubiläum 1917 eine eigene Kirche zu bauen wurden kriegsbedingt nicht verwirklicht. Baurat Siegfried Theisz und Architekt Hans Jaksch entwarfen 1924 den Plan einer Kirche mit mächtigem Turm, die am 21. August 1927 eingeweiht wurde.

## Bauwerk
Die Kirche hat einen symmetrischen rechteckigen Grundriss, der Innenraum ist von einem Tonnengewölbe überwölbt.